# Vancouvermurmeldjur
Vancouvermurmeldjur (Marmota vancouverensis) är en däggdjursart som beskrevs av Harry Schelwald Swarth 1911. Den ingår i släktet murmeldjur och familjen ekorrar. Inga underarter finns listade.

## Beskrivning
Vancouvermurmeldjuret skiljer sig från andra murmeldjur genom sin mycket mörka, chokladbruna päls med oregelbundna, vita fläckar vid nos, panna, haka och bröst. Årsungarna har enfärgat mörka, nästan svarta pälsar som under sommaren bleknar till en rödbrun färg. Kroppen är robust med korta, kraftiga ben och fötter med kraftiga grävklor. Kroppslängden är mellan 56 och 70 cm inklusive den buskiga svansen. Vikten varierar mycket med kön och tiden på året: Honan kan väga mellan 4,5 och 5,5 kg just före vintersömnen, men bara 3 kg efter. Hanen kan väga upp till 7 kg före vintersömnen.

## Utbredning
Murmeldjuret lever endemiskt på sydöstra Vancouver Island vid Kanadas västra kustlinje. Regionen ligger 900 till 1 500 meter över havet.

## Ekologi
Habitatet utgörs av kraftigt sluttande bergsängar utan eller med glest fördelade träd, påverkade av laviner och gärna med rik ört- och buskvegetation. Arten bygger även bon i barrskog och biotoper som skapats av människan, till exempel vägbankar, kalhyggen eller skidpister. Arten konstruerar underjordiska bon som kan vara mycket omfattande. Ett sådant bo var över 4 meter långt och hade en bokammare på mer än en meters djup. Bona har ofta flera ingångar, vanligen med en diameter på 30 till 45 cm och belägna under en stubbe eller på nedåtsidan av stenbumlingar i sluttningar. Ett bo kan användas flera år i följd. Dessutom gräver arten ut enkla skydd under klippor eller trädrötter, där den kan gömma sig för fiender.

### Föda och predation
Arten är dagaktiv och äter främst på morgnar och kvällar. Födan består framför allt av gräs, blommor, frukter och knoppar. Den kan även ta de späda spetsarna på örnbräken. På våren förtär arten främst gräs som knägräs (Danthonia intermedia), frylen och starr. Till sommaren övergår den till att äta blommor som rutor, skärmliljor, lokor och ullbladsarter, för att på sensommaren övergå till bredbladiga växter som lupiner och vialer.
Själv utgör arten föda för vargar, pumor, kungsörn och vithövdad havsörn.

### Fortplantning
Vancouvermurmeldjuret lever i små kolonier som destår av en vuxen hane, en till två vuxna honor, ungdjur och årsungar. Arten är ofta monogam, även om polygama förhållanden också förekommer. Parningen sker högst en gång om året (det är inte ovanligt med ett intervall på ett till två år mellan parningstillfällena) i de underjordiska bona strax efter vintersömnen avslutats under tidig vår. Efter en dräktighet på omkring 32 dygn föder honan mellan 1 och 7 ungar (vanligen 3 till 4) som dias i omkring en månad. Arten blir könsmogen mellan 2 och 4 års ålder, och lever till omkring 10 års ålder (maximum uppskattas till mellan 12 och 15 år).

### Vintersömn
Arten sover vintersömn i en djupt belägen bohåla fylld med växtdelar som isolering och med ingången igentäppt med jord och stenar. Hela kolonier övervintrar tillsammans. Vintersömnen varar vanligen mellan sent i september och sent i april. Den är en äkta vinterdvala, med kroppstemperaturen sänkt till mellan 6 och 9º C.

## Bevarandestatus
IUCN kategoriserar arten globalt som akut hotad, och populationen har minskat kraftigt. 2004 var antalet vildlevande medlemmar av arten nere i 35, plus 93 som uppfötts i fångenskap. Uppfödningscenta har upprättats både på Vancouver Island och andra platser i Kanada och 2010 uppskattas den vilda populationen ha ökat till omkring 300 individer. En möjlig orsak till minskningen kan vara att svartsvanshjorten har minskat på Vancouver Island; då denna var huvudfödan för områdets pumor och vargar, antas det att dessa rovdjur i stället i ökad grad börjat äta vancouvermurmeldjur. Även om det moderna skogsbrukets kalhyggen verkar ha gynnat murmeldjuret genom att förse detta med lämpliga, trädfattiga habitat, menar många forskare att de i det långa loppet haft en negativ inverkan, eftersom de har gjort det svårare för djuren att hitta lämpliga ställen för sin övervintring.